# Вор'єма (губа)
Вор'є́ма (рос. Ворьема) — губа на півдні затоки Варангер-Фьорд Баренцевого моря Північного Льодовитого океану.
Лежить на кордоні Норвегії та Росії. Зі сходу, з російського боку, обмежена мисом Вор'єма. У губу впадають річка Вор'єма, яка слугує державним кордоном, і струмок Стурбеккен на території Норвегії. Межиріччя гирл річки та струмка утворює мис Фіннгаммнесет.
У 1920–1944 роках губа слугувала державним кордоном між Норвегією та Фінляндією. З норвезького боку на березі губи лежить селище Гренсе-Якобсельв, з російського — радіотехнічний пост «Єкатерининська».